# Ronde van Normandië
De Ronde van Normandië (Frans: Tour de Normandie) is een meerdaagse wielerwedstrijd, die jaarlijks in Normandië, Frankrijk wordt verreden. Van 1939-2022 was het een wedstrijd voor mannen, vanaf 2023 is het alleen een wedstrijd voor vrouwen op de wielerkalender.

## Mannen
De eerste editie werd in 1939 verreden. De tweede editie volgde pas in 1956, waarna in 1957, 1958 en 1959 nog drie edities volgden. Vanaf 1981 werd de koers elk jaar verreden, variërend als eendagswedstrijd (1981, 1982) tot een meerdaagse wedstrijd van 6-9 etappes. Van 1981 tot en met 1995 was het een amateurwedstrijd, vanaf 1996 een professionele koers. Sinds 2005 was de wedstrijd onderdeel van de UCI Europe Tour, het Europese luik van de continentale circuits van de UCI met een 2.2 classificatie. In 2022 werd de laatste editie voor de mannen verreden. De wedstrijd voor de mannen stond meestal eind maart, begin april op de wielerkalender.

### Lijst van winnaars

#### Meervoudige winnaars
| Overwinningen | Renner       | Jaren      |
| ------------- | ------------ | ---------- |
| 2             | Yvan Frebert | 1983, 1987 |
| 2             | Kai Reus     | 2005, 2006 |

#### Overwinningen per land
| Overwinningen | Land                                                         |
| ------------- | ------------------------------------------------------------ |
| 22            | Frankrijk                                                    |
| 6             | Nederland                                                    |
| 4             | Noorwegen                                                    |
| 2             | België, Duitsland, Rusland, Verenigd Koninkrijk, Zwitserland |
| 1             | Bulgarije, Litouwen, Zweden                                  |

## Vrouwen
In 2023 stond de wedstrijd voor het eerst voor vrouwen op de kalender en omvatte drie etappes.

### Podia
| Jaar | Datums   | AE | TA    | Winnaar               | Tweede          | Derde          |
| ---- | -------- | -- | ----- | --------------------- | --------------- | -------------- |
| 2023 | 17-19/03 | 03 | 356,0 | Cédrine Kerbaol       | Gladys Verhulst | Martina Alzini |
| 2024 | 14-17/03 | 04 | 424,0 | Mie Bjørndal Ottestad | Josie Nelson    | Ellen van Dijk |